# Comuna Vosneșeni, Arciz
Vosneșeni (în ucraineană Вознесенка Перша, transliterat: Voznesenka Perșa) este o comună în raionul Arciz, regiunea Odesa, Ucraina, formată din satele Arcizul Nou, Novomîrne și Vosneșeni (reședința).

## Demografie
Componența lingvistică a comunei Vosneșeni
     Rusă (69,87%)
     Română (13,5%)
     Ucraineană (11,79%)
     Bulgară (3,77%)
     Alte limbi (0,24%)
Conform recensământului din 2001, majoritatea populației comunei Vosneșeni era vorbitoare de rusă (69,87%), existând în minoritate și vorbitori de română (13,5%), ucraineană (11,79%) și bulgară (3,77%).